# كلثوم عودة
كلثوم عودة (1892-1965)، كاتبة ومترجمة وباحثة فلسطينية عاشت في الاتحاد السوفيتي وكان لها مكانة بارزة بين مؤسسي مدرسة الإستعراب الروسية. انتقلت من فلسطين إلى روسيا بعد زواجها من طبيب روسي عام 1913، وعاشت هناك فترة الحرب العالمية الأولى والثورة البلشفية، وسُجنت عام 1948 عقب رسالة وجهتها إلى ستالين تحتج فيها على إعترافه بالدولة الصهيونية.

## الميلاد
وُلدت كلثوم في عائلة معروفة في الناصرة في 2 أبريل 1892 في دار نصر عودة في حارة الروم. تقول في مذكراتها "لقد استُقبل ظهوري في هذا العالم بالدموع والكل يعلم كيف تستقبل ولادة البنت عندنا نحن العرب وخصوصاً إذا كانت هذه التعسه خامسة أخواتها، وفي عائلة لم يرزقها الله صبياً وهذه الكراهية رافقتني منذ صغري فلم أذكر أن والدي عطفا علي يوماً، وزاد في كراهيتهما لي زعمهما إني قبيحة الصورة فنشات قليلة الكلام كتومه أتجنب الناس ولا هم لي سوى التعليم، ولم أذكر أحداً في بيتنا دعاني في صغري سوى "يا ست سكوت" أو يا "سلوله" وانكبابي علي التعليم في بادئ الأمر نشأ من كثرة ما كنت أسمعه من أُمي "مين يأخذك يا سلوله بتبقي كل عمرك عند إمراة أخوك خدامة".

## التعليم
نتيجة لما عانته كلثوم من سوء معاملة من والديها وزعمهما أنها قبيحة فلم يكن لها هم لي سوى التعليم، ووجدت كلثوم أن تستغل فرصة ما كانت تقوله لها أُمها محاولة إقناعها أن تذهب إلى المدرسة وتقول «العجيب في الأمر أن البنات اللواتي يذهبن إلى المدرسة للتعلم كن إما ذوات عاهات جسدية أو قبيحات وبكلمات مختصرة ممن لم يتقدم أحد للزواج منهن» وبعد إنهاء المدرسة الإبتدائية توجهت أنظار كلثوم إلى المدارس الروسية في الناصرة، حيث تقول في مذكراتها «كنت أسمع من أمي» مين ياخذك يا سلوله بتبقي كل عمرك عند امرأة أخوك خدامة «فهال عقلي الصغير هذا الأمر، وصرت أفكر كيف أتخلص من هذا المستقبل التعيس، ولم أرَ باباً للفرح إلا بالعلم ولم يكن سوى مهنة للتعليم في ذلك الوقت تباح للمرأة … وقد كانت العادة قبل الحرب أن التلاميذ الأوائل في المدارس الروسية الإبتدائية يتعلمون في القسم الداخلي مجاناً وبعدها يحصل الطالب على رتبة معلم فعكفت على العمل وبلغت مرادي. والفضل في هذا لوالدي إذ أن والدتي المرحومة قاومت بكل ما لديها من الوسائل دخولي المدرسة». التحقت بالمدرسة الروسية (السمنار) في بيت جالا، وبعد التخرج منها عادت إلى مدينة الناصرة حيث عملت معلمة في مدارس الجمعية الروسية (المسكوبية) في المدينة.

## البداية
مارست كلثوم نشاطاً أدبياً بنشر مقالات في مجلات عديدة منها "النفائس العصرية" التى كان يصدرها خليل بيدس في حيفا و"الهلال" في القاهرة و"الحسناء" في بيروت". والتقت كلثوم في الناصرة آنذاك لأول مرة المستشرق الروسي الكبير إغناطيوس كراتشكوفسكي الذي زار فلسطين في فترة (1908 – 1910) ولعب دوراً كبيراً في مسيرة حياتها لاحقاً. وقد أشار كراتشكوفسكي في كتابه "المخطوطات العربية" إلى لقائه معها، بينما كتبت عقيلته فيرا كراتشكوفسكايا تقول عن زيارة زوجها إلى الناصرة إلى أنه تعرف هناك إلى معلمتين فلسطينيتين شاركتا في جولات كراتشكوفسكاي في المنطقة واحداهما كلثوم عودة.

## الزواج
تزوجت عام 1913 من الطبيب الروسي إيفان فاسيلييف الذي كان يعمل في مستشفى الجمعية الروسية في الناصرة. علماً أن والد كلثوم عارض هذا الزواج لولا تدخل ابن عم والدها نجيب عودة الذي ذهب معها والدكتور إيفان إلى القدس حيث سُجّل عقد قرانهما في الكنيسة الروسية في مسكوبية القدس.

## كلثوم عودة فيروسيا
سافرت كلثوم وزوجها إلى روسيا الذي عمل في فترة الحرب العالمية الأولى في الجبهة وتطوعت كلثوم نفسها كممرضة، وعندما قامت ثورة أكتوبر التحق زوجها بالجيش الأحمر وفي عام 1919 أُصيب بالتيفوئد وتوفي تاركاً زوجته مع ثلاث بنات صغار بعد خمسة اعوام من الزواج. فعملت كلثوم فلاحة في أوكرانيا من اجل إعالتهم. وبعد هذه الفترة بدأت بتدريس اللغة العربية في كلية اللغات الشرقية في جامعة سانت بطرس بورغ وحصلت على شهادة الدكتوراه في عام 1928 عن رسالتها حول اللهجات العربية. وقدم كراتشكوفسكي مساعدة كبيرة لها في مسيرتها العلمية لاحقاً. ومارست كلثوم في هذه الفترة الترجمة من الروسية إلى العربية وبالعكس.
زارت كلثوم الناصرة في عام 1928 للقاء أهلها وجابت فلسطين والتقت في القدس المفتي أمين الحسيني، ولدى عودتها إلى موسكو مارست كلثوم التدريس في معهد الإستشراق، ثم انتقلت فيما بعد للعمل في معهد العلاقات الدولية وفي المدرسة الدبلوماسية العليا.
وقد مُنحت كلثوم عودة الوسام السوفيتي «وسام الصداقة بين الشعوب».

## القضية الفلسطينية وكلثوم عودة
عانت كلثوم كثيراً لدى إقامة دولة إسرائيل وتوجيهها رسالة إلى ستالين تحتج فيها على إعتراف الاتحاد السوفيتي بالدولة العبرية. وزج بها في السجن ولم ينقذها سوى تدخل كراتشكوفسكي وكبار العلماء الروس للدفاع عنها.
منحتها منظمة التحرير الفلسطينية «وسام القدس للثقافة والفنون والآداب» تقديرا لدورها الثقافي والسياسي في روسيا.

## مساهمتها الأدبية
- ترجمة رواية الكاتب العراقي ذوالنون أيوب «الأرض واليد والماء» إلى الروسية
- ترجمة كتاب كراتشكوفسكي عن عياد الطنطاوي إلى العربية

## تقول عن نفسها
«هل كنت سعيدة في حياتي؟ نعم. إني وجدت في نفسي خُصلتين هما من أهم العوامل في هناء عيشي: الإقدام على العمل مع الثبات فيه، والمحبة، محبة كل شيء، الناس والطبيعة والعمل. هذه الخصلة الثانية هي التي تساعدني دائما في أحرج مواقف حياتي. إن تذليل المصاعب لبلوغ المراد هو أكبر عوامل السعادة. فإذا اقترنت هذه بسعادة من يحيط بنا أيضاً، فهناك هناء العيش حقاً. قضيت خمس سنوات بين أولئك البنات اللواتي كنت أعلمهن. وقد أحببتهن حباً ساعدني على أن أعيش مع كل واحدة منهن بعيشتها الصغيرة، وأن أساعدهن على قدر طاقتي. وقد قابلنني بالمثل، فكنت دائما أرى وجوها باسمة ضاحكة وكن يرافقنني في كثير من نزهاتي. وأذكر أني زرت مرَّة إحدى صديقاتي وكانت ابنتها تتعلم عندي ولها اثنتا عشرة سنة من العمر. ووجدت صديقتي في الفراش. فأخبرتني في أثناء الحديث بأنها غضبت أمس على ابنتها إذ قالت لأبيها: إذا ماتت أمي فتزوج معلمتي، فهي تكون لي أما... شعرت بسعادة لم أشعر بمثلها من قبل ملأت قلبي، إذ إن أولئك الصغيرات يحببنني كما أحبهن. وفي وقت فراغي كنت أزور أطراف المدينة، حيث يعيش الفلاحون، وأتفقد أطفالهم الصغار المهملين وقت الحصاد، وكان قلبي يتقطع ألماً عندما أرى تلك العيون الملتهبة بالرمد، فأغسلها بمحلول حامض البوريك، وبعد تنظيفها أنقط محلول الزنك عليها. أظن أن بعض الأطباء الذين لم يجعلهم الزمن آلهة بل ظلَّوا بشرا، يدركون تلك السعادة التي كنت أشعر بها. عندما كنت أرى بعد أيام تلك العيون سليمة صافية، وتلك الأيدي الصغيرة تطوق عنقي. هذا الشعور كثيراً ما كان ينسيني تعبي، عندما كنت في ساحة الحرب في البلقان وفي روسيا. ألم أكن سعيدة لتعافي كل جندي، أو لتخفيف آلامه! ألم يرقص قلبي طرباً عندما كنت أزور المريض وأراه متجها إلى الصحة، وأرى عائلته سعيدة لشفائه؟ بلى إني كنت أحب الجميع فأتألم لآلآم كل فرد وأفرح لفرحه، ولهذا لم تشعر نفسي أنها غريبة، مع أن لي مدة طويلة في الغربة. والأمر الثاني، وأهميته لا تقل عن الأول وهو حسباني أن كل عمل شريفاً، فلست أخجل من أي عمل كان، ما دام غير ماسِّ بشرفي ولا بشرف غيري. ولا أذكر من قال من الروسيين: ينبوع الحياة في داخلنا. فيا لها من حكمة بالغة. نعم، إن ينبوع الحياة فينا، فإذا قدرنا أن نروي جميع مظاهر حياتنا به، صارت حياتنا وردة زاهرة تتغلب برائحتها العطرة وجمالها على الأشواك التي هي كثيرة جداً في طريقنا. فلا تؤلمنا هذه الأشواك كما لو كانت وحدها. ومن لا يرتوي لا بُدَّ له من أن يقف كالعطشان فتجف حياته وتصير صحراء، والسعادة كالسراب فيها يركض وراءه فلا يصل إليه ولو كانت لديه الملايين. تعلمت أن أجد الجمال في كل ما يحيط بي، طبيعياً كان أو من صنع البشر، فجمال الطبيعة كان دائماً يسَكِّن اضطراب نفسي، لأنه رمز الخلود، وأما صنع البشر فإنه كان يجدد قواي ويكسبني إعجاباً بعقل الإنسان، فأنكب على العمل كالنملة. فأنا، ولا مبالغة، كنت في جميع أطوار حياتي سعيدة أشتغل راغبة لا مُلزَمَة».

## قيل عنها
- كتبت المستشرقة ناتاليا لوتسكايا إحدى تلميذاتها عنها تقول: «لقد علمتنا كلثوم عودة الكثير والكثير فقد غرست في قلوبنا حب الشرق وحب فلسطين. لقد غرست في قلوبنا محبة شعبكم الذي ناضل وما زال يناضل من أجل حريته واستقلاله. لقد تعلمنا الكثير من كلثوم التي كنت ترى دوماً في عينيها الشوق والحنين إلى الوطن».
- وكتب الشاعر توفيق زياد عنها بعد زيارته الأتحاد السوفيتي يقول: «انها تواصل تدريس اللغة العربية وتعمل في جامعة لينينغراد. إن اسم كلثوم عودة معروف على أوسع نطاق في الأوساط السوفيتية ذات الصلة بالإستعراب والعمل الدبلواماسي والادب العربي والبلاد العربية عموما. إن اعداداً كبيرة من المستعربين قد درست اللغة العربية جيلاً بعد جيل على يديها».
- كتب السياسي المخضرم الروسي يفجيني بريماكوف عن دورها في تعليمه اللغة العربية ومساعدتها له في الحصول على زمالة الدراسات العليا بالرغم من وجود مصاعب لديه في تعلم اللغة العربية.